# مزوزو
مزوزو (به لاتین: Mzuzu) یک شهر در مالاوی است که در منطقه شمالی این کشور واقع شده‌است.

## خصوصیات
مزوزو ۱۷۵٬۳۴۵ نفر جمعیت دارد.